# 圣白芭蕾堂 (都灵)

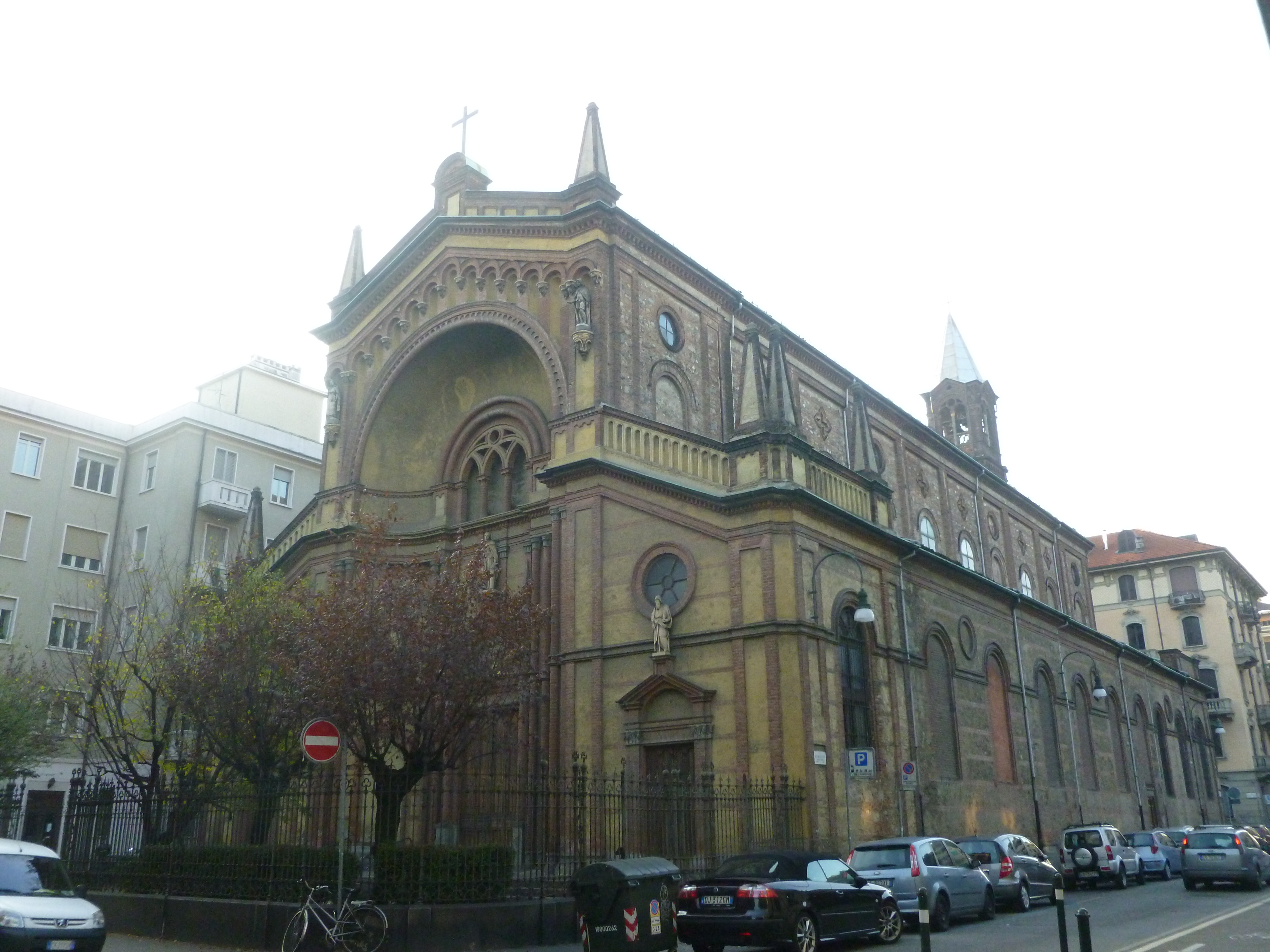

圣白芭蕾堂（Chiesa di Santa Barbara Vergine e Martire）是一座罗马天主教教堂，位于意大利都灵，靠近切尔纳亚街以及十二月十八日广场（Piazza XVIII Dicembre）。
该堂建于16世纪，在十九世纪中叶，随同城堡被拆除。1867-1869年重建，新哥特式建筑。

## 历史
教堂最初建于16世纪都灵城堡的城墙内，但是，由于城堡太小而无法跟上城市中心不断增长的人口，因此在1856年与城堡一起被拆除。然后，在建筑师彼得罗·卡雷拉的指导下，于1867年至1869年对教堂进行了重建，后者以折衷主义的风格设计了教堂。之后在1869年4月被亚历山德罗·里卡迪·迪·内特罗大主教承认为圣。